# Colaptes
Colaptes es un género de aves piciformes perteneciente a la familia Picidae que agrupa a especies nativas de las Américas donde se ditribuyen desde Alaska y Canadá a través de América del Norte, Central, islas del Caribe y América del Sur hasta el sur de Argentina y Chile. A sus miembros se les conoce por el nombre común de carpinteros.

## Características
Colaptes proviene del verbo griego Colapt que significa picar o besar y hace referencia a la manera que estas aves introducen sus picos (pican) preferencialmente en la tierra, donde los hunden en busca de hormigas, termitas, y larvas de insectos. Quedando superficies del suelo con huecos muy llamativas al ojo humano.

Son carpinteros de hábitos terrícolas o rupícolas de áreas de vegetación abiertas, como las sabanas o pampas que en Sudamérica se denominan campos.

## Sistemática
Este género puede ser dividido en dos grupos o subgéneros: 
- Subgénero Colaptes: Es un subgénero más terrestre, presentando las partes superiores de las cabeza más coloreadas. Su área biogeográfica abarca las Américas, excepto las regiones polares.
- Subgénero Chrysoptilus: Son especies más arbóreas, tienen todos la nuca roja y una corona coloreada. Su área biogeográfica es América del Sur. Un grupo de tres especies que se clasificaron antes dentro del género Piculus habitan la Cordillera de los Andes en el norte de Mesoamérica a México.[5]

Subgénero Colaptes
- Colaptes auratus, carpintero escapulario.
- Colaptes chrysoides, carpintero de California.
- Colaptes fernandinae, carpintero churroso. Una especie en peligro endémica de Cuba. Fernandina es un antiguo nombre de Cuba.
- Colaptes pitius, carpintero pitío. El nombre específico deriva de la voz onomatopéyica de su canto pitiu-pitiu-pitiu.
- Colaptes rupicola, carpintero andino. Distribuido por Perú, Bolivia, Argentina y Chile.
  - Colaptes (rupicola) cinereicapillus, carpintero andino del norte. Considerado como subespecie por la mayoría de los autores.[6]
- Colaptes campestris, carpintero campestre. Habita en pastizales abiertos.
  - Colaptes (campestris) campestroides, carpintero pampeano. Considerado como subespecie por diversos autores.[7]

Subgénero Chrysoptilus
- Colaptes atricollis. carpintero peruano. El nombre específico atricollis en latín significa collar oscuro.
- Colaptes punctigula. carpintero moteado. El nombre específico punctigula viene del latín punctatus que significa punteado, y gula que significa garganta.
- Colaptes melanochloros, carpintero real verde. El nombre específico melanochloros deriva del griego melanos, que significa negro, y chloros que significa verde claro, que son los colores principales de la especie.
  - Colaptes (melanochloros) melanolaimus, carpintero real común. Ésta suele ser considerada una subespecie de Colaptes melanochloros por algunos autores, mientras otros la consideran una especie plena en virtud de que presenta una distribución simpátrica.[8]
- Colaptes rubiginosus, carpintero oliváceo. El nombre específico proviene del latín, y significa rojo óxido; describe el color de las alas y parte posterior del ave.
- Colaptes auricularis, carpintero cabecigrís. El nombre específico auricularis hace referencia a que el fino patrón de líneas en la cabeza del ave hace que parezca que tiene orejas.
- Colaptes rivolii, carpintero candela. El nombre específico fue impuesto en honor a François Victor Masséna, duque de Rivoli.

Algunos autores consideran que las tres últimas especies pertenecen al género Piculus: Piculus rubiginosus, Piculus auricularis y Piculus rivolii.

## Especies fósiles
- †Colaptes oceanicus, carpintero de las Bahamas. Vivió desde el Pleistoceno al Holoceno.[9]
- †Colaptes naroskyi. Habitó el Pleistoceno de Argentina y Uruguay.[10][11]